# Qualification au Championnat d'Europe masculin de basket-ball 2015
Navigation
Qualifications 2013 Qualifications 2017
Pour participer au Championnat d'Europe de basket-ball 2015 qui a lieu en Allemagne, en Croatie, en France et en Lettonie du 5 au 20 septembre 2015, un tournoi de qualification est ouvert à 27 équipes non encore qualifiées et se tient du 1er août 2013 au 27 août 2014.

## Format
Deux tournois de qualification sont prévus :
Les équipes du premier tour de qualification sont réparties dans quatre groupes. Le vainqueur de chaque groupe est qualifié pour les play-offs, composés de deux demi-finales et d'une finale sur un match. 
Le vainqueur de ces play-offs est qualifié directement pour le championnat d'Europe 2015, tandis que les autres équipes rejoignent les équipes qui ne se sont pas qualifiées directement lors du championnat d'Europe 2013 dans le second tour de qualification.

## Premier tour de qualification

### Tirage au sort
Participent à ce premier tour les équipes qui ne se sont pas qualifiées pour le championnat d'Europe 2013. Ce premier tour se dispute en août 2013. L'Albanie, l'Azerbaïdjan et Chypre ne participent pas à ce tournoi de qualification.
Les équipes sont réparties dans 4 chapeaux :
| Pot 1                             | Pot 2                                | Pot 3                                 | Pot 4    |
| --------------------------------- | ------------------------------------ | ------------------------------------- | -------- |
| Estonie Bulgarie Autriche Hongrie | Suisse Pays-Bas Biélorussie Roumanie | Islande Slovaquie Portugal Luxembourg | Danemark |

Les équipes sont réparties dans les groupes suivants :
| Groupe A                  | Groupe B                  | Groupe C                            | Groupe D                      |
| ------------------------- | ------------------------- | ----------------------------------- | ----------------------------- |
| Bulgarie Roumanie Islande | Estonie Pays-Bas Portugal | Autriche Suisse Luxembourg Danemark | Hongrie Biélorussie Slovaquie |

### Tournoi de qualification

#### Groupe A
| Rang | Équipe   | Pts | J | G | P | Pp  | Pc  | Diff |  | Résultats (dom.\ext.) |       |       |       |
| ---- | -------- | --- | - | - | - | --- | --- | ---- |  | --------------------- | ----- | ----- | ----- |
| 1    | Bulgarie | 7   | 4 | 3 | 1 | 327 | 283 | 44   |  | Bulgarie              |       | 88-59 | 74-77 |
| 2    | Islande  | 6   | 4 | 2 | 2 | 287 | 304 | -17  |  | Islande               | 79-81 |       | 77-71 |
| 3    | Roumanie | 5   | 4 | 1 | 3 | 280 | 307 | -27  |  | Roumanie              | 68-84 | 64-72 |       |

#### Groupe B
| Rang | Équipe   | Pts | J | G | P | Pp  | Pc  | Diff |  | Résultats (dom.\ext.) |       |       |       |
| ---- | -------- | --- | - | - | - | --- | --- | ---- |  | --------------------- | ----- | ----- | ----- |
| 1    | Estonie  | 7   | 4 | 3 | 1 | 235 | 199 | 36   |  | Estonie               |       | 66-72 | 64-63 |
| 2    | Portugal | 6   | 4 | 2 | 2 | 209 | 222 | -13  |  | Portugal              | 64-85 |       | 20-0  |
| 3    | Pays-Bas | 3   | 4 | 1 | 3 | 134 | 157 | -23  |  | Pays-Bas              | 0-20  | 71-53 |       |

Les Pays-Bas perdent les rencontres face à l'Estonie (à domicile, le 1er août 2013) et face au Portugal (à l'extérieur, le 7 août 2013) par forfait pour avoir fait jouer deux joueurs naturalisés, alors qu'un seul est autorisé dans le groupe de douze.

#### Groupe C
| Rang | Équipe     | Pts | J | G | P | Pp  | Pc  | Diff |  | Résultats (dom.\ext.) |       |       |       |        |
| ---- | ---------- | --- | - | - | - | --- | --- | ---- |  | --------------------- | ----- | ----- | ----- | ------ |
| 1    | Suisse     | 11  | 6 | 5 | 1 | 461 | 378 | 83   |  | Suisse                |       | 69-63 | 78-37 | 77-59  |
| 2    | Autriche   | 11  | 6 | 5 | 1 | 535 | 445 | 90   |  | Autriche              | 97-96 |       | 86-66 | 111-77 |
| 3    | Danemark   | 8   | 6 | 2 | 4 | 400 | 430 | -30  |  | Danemark              | 65-66 | 72-80 |       | 87-58  |
| 4    | Luxembourg | 6   | 6 | 0 | 6 | 378 | 521 | -143 |  | Luxembourg            | 57-75 | 65-98 | 62-73 |        |

#### Groupe D
| Rang | Équipe      | Pts | J | G | P | Pp  | Pc  | Diff |  | Résultats (dom.\ext.) |       |        |       |
| ---- | ----------- | --- | - | - | - | --- | --- | ---- |  | --------------------- | ----- | ------ | ----- |
| 1    | Biélorussie | 7   | 4 | 3 | 1 | 341 | 306 | 35   |  | Biélorussie           |       | 114-73 | 79-75 |
| 2    | Slovaquie   | 6   | 4 | 2 | 2 | 292 | 341 | -49  |  | Slovaquie             | 97-85 |        | 79-67 |
| 3    | Hongrie     | 5   | 4 | 1 | 3 | 278 | 264 | 14   |  | Hongrie               | 61-63 | 75-43  |       |

### Play-offs
|  | Demi-finales | Demi-finales | Demi-finales | Demi-finales |         |         | Finale | Finale | Finale | Finale |
|  |              |              |              |              |         |         |        |        |        |        |
|  |              |              |              |              |         |         |        |        |        |        |
|  | Estonie      | Estonie      | 70           | 79           |         |         |        |        |        |        |
|  | Estonie      | Estonie      | 70           | 79           |         |         |        |        |        |        |
|  | Biélorussie  | Biélorussie  | 76           | 61           |         |         |        |        |        |        |
|  | Biélorussie  | Biélorussie  | 76           | 61           | Estonie | Estonie | 55     | 61     |        |        |
|  |              |              |              |              | Estonie | Estonie | 55     | 61     |        |        |
|  |              |              | Bulgarie     | Bulgarie     | 58      | 49      |        |        |        |        |
|  | Suisse       | Suisse       | Bulgarie     | Bulgarie     | 58      | 49      | 71     | 67     |        |        |
|  | Suisse       | Suisse       |              |              |         |         |        | 67     |        |        |
|  | Bulgarie     | Bulgarie     | 92           | 87           |         |         |        |        |        |        |
|  | Bulgarie     | Bulgarie     | 92           | 87           |         |         |        |        |        |        |

Demi-finales
- La Bulgarie bat la Suisse 179-138 en cumulé.
- L'Estonie s'impose face à la Biélorussie 149-137 en cumulé.

Finale
- L'Estonie remporte la confrontation face à la Bulgarie 116-107 en cumulé.

L'Estonie est qualifiée pour la phase finale du championnat d'Europe.

## Second tour de qualification

### Tirage au sort
Le tirage au sort de ces qualifications est effectué le 3 février 2014. Ce second tour se dispute en août 2014. Les 26 équipes sont réparties dans 4 chapeaux :
| Pot 1                                                                               | Pot 2                                                         | Pot 3                                                           | Pot 4                                         |
| ----------------------------------------------------------------------------------- | ------------------------------------------------------------- | --------------------------------------------------------------- | --------------------------------------------- |
| Italie Lettonie Belgique Bosnie-Herzégovine Allemagne Monténégro République tchèque | Grande-Bretagne Macédoine Israël Russie Géorgie Suède Pologne | Bulgarie Biélorussie Suisse Autriche Islande Portugal Slovaquie | Danemark Hongrie Roumanie Pays-Bas Luxembourg |

Les équipes sont réparties dans les groupes suivants :
| Groupe A                                   | Groupe B                            | Groupe C                              | Groupe D                                | Groupe E                                    | Groupe F                          | Groupe G             |
| ------------------------------------------ | ----------------------------------- | ------------------------------------- | --------------------------------------- | ------------------------------------------- | --------------------------------- | -------------------- |
| Bosnie-Herzégovine Grande-Bretagne Islande | Monténégro Israël Bulgarie Pays-Bas | Allemagne Pologne Autriche Luxembourg | Belgique Macédoine Biélorussie Danemark | République tchèque Géorgie Portugal Hongrie | Lettonie Suède Slovaquie Roumanie | Italie Russie Suisse |

Le premier de chaque groupe, ainsi que les six meilleurs deuxièmes sont qualifiés pour le championnat d'Europe. Pour déterminer les six meilleurs deuxièmes, les matchs contre les équipes classées quatrièmes de leur groupe, dans les groupes de quatre équipes, ne sont pas pris en compte.

### Groupe A
| Rang | Équipe             | Pts | J | G | P | Pp  | Pc  | Diff |  | Résultats (dom.\ext.) |       |       |       |
| ---- | ------------------ | --- | - | - | - | --- | --- | ---- |  | --------------------- | ----- | ----- | ----- |
| 1    | Bosnie-Herzégovine | 8   | 4 | 4 | 0 | 304 | 267 | 37   |  | Bosnie-Herzégovine    |       | 72-62 | 74-68 |
| 2    | Islande            | 6   | 4 | 2 | 2 | 286 | 289 | -3   |  | Islande               | 70-78 |       | 83-70 |
| 3    | Grande-Bretagne    | 4   | 4 | 0 | 4 | 274 | 308 | -34  |  | Grande-Bretagne       | 67-80 | 69-71 |       |

### Groupe B
| Rang | Équipe     | Pts | J | G | P | Pp  | Pc  | Diff |  | Résultats (dom.\ext.) |        |       |        |       |
| ---- | ---------- | --- | - | - | - | --- | --- | ---- |  | --------------------- | ------ | ----- | ------ | ----- |
| 1    | Israël     | 10  | 6 | 4 | 2 | 487 | 435 | 52   |  | Israël                |        | 83-60 | 97-100 | 61-69 |
| 2    | Pays-Bas   | 10  | 6 | 4 | 2 | 378 | 374 | 4    |  | Pays-Bas              | 57-66  |       | 68-55  | 66-57 |
| 3    | Monténégro | 9   | 6 | 3 | 3 | 434 | 447 | -13  |  | Monténégro            | 65-80  | 60-65 |        | 70-64 |
| 4    | Bulgarie   | 7   | 6 | 1 | 5 | 400 | 443 | -43  |  | Bulgarie              | 84-100 | 53-62 | 73-84  |       |

### Groupe C
| Rang | Équipe     | Pts | J | G | P | Pp  | Pc  | Diff |  | Résultats (dom.\ext.) |        |        |       |        |
| ---- | ---------- | --- | - | - | - | --- | --- | ---- |  | --------------------- | ------ | ------ | ----- | ------ |
| 1    | Pologne    | 11  | 6 | 5 | 1 | 540 | 436 | 104  |  | Pologne               |        | 68-67  | 90-85 | 100-64 |
| 2    | Allemagne  | 10  | 6 | 4 | 2 | 535 | 404 | 131  |  | Allemagne             | 76-88  |        | 88-69 | 109-49 |
| 3    | Autriche   | 9   | 6 | 3 | 3 | 465 | 483 | -18  |  | Autriche              | 83-81  | 64-77  |       | 84-76  |
| 4    | Luxembourg | 6   | 6 | 0 | 6 | 387 | 604 | -217 |  | Luxembourg            | 61-113 | 66-118 | 71-80 |        |

### Groupe D
| Rang | Équipe      | Pts | J | G | P | Pp  | Pc  | Diff |  | Résultats (dom.\ext.) |       |       |       |       |
| ---- | ----------- | --- | - | - | - | --- | --- | ---- |  | --------------------- | ----- | ----- | ----- | ----- |
| 1    | Belgique    | 11  | 6 | 5 | 1 | 454 | 379 | 75   |  | Belgique              |       | 63-60 | 71-57 | 71-50 |
| 2    | Macédoine   | 11  | 6 | 5 | 1 | 450 | 393 | 57   |  | Macédoine             | 76-73 |       | 72-66 | 80-46 |
| 3    | Biélorussie | 8   | 6 | 2 | 4 | 436 | 461 | -25  |  | Biélorussie           | 73-99 | 70-81 |       | 97-72 |
| 4    | Danemark    | 6   | 6 | 0 | 6 | 372 | 479 | -107 |  | Danemark              | 63-77 | 75-81 | 66-73 |       |

- Pour la première place du classement, la Belgique et la Macédoine sont départagées au PAV général après un PAV particulier identique, les deux équipes s'étant chacune imposée à domicile face à l'autre de 3 points.

### Groupe E
| Rang | Équipe             | Pts | J | G | P | Pp  | Pc  | Diff |  | Résultats (dom.\ext.) |       |       |       |       |
| ---- | ------------------ | --- | - | - | - | --- | --- | ---- |  | --------------------- | ----- | ----- | ----- | ----- |
| 1    | Géorgie            | 10  | 6 | 4 | 2 | 454 | 430 | 24   |  | Géorgie               |       | 73-62 | 79-59 | 71-59 |
| 2    | République tchèque | 10  | 6 | 4 | 2 | 446 | 400 | 46   |  | République tchèque    | 86-67 |       | 66-63 | 89-53 |
| 3    | Hongrie            | 10  | 6 | 4 | 2 | 402 | 376 | 26   |  | Hongrie               | 74-73 | 83-68 |       | 65-52 |
| 4    | Portugal           | 6   | 6 | 0 | 6 | 353 | 449 | -96  |  | Portugal              | 90-91 | 61-75 | 38-58 |       |

### Groupe F
| Rang | Équipe    | Pts | J | G | P | Pp  | Pc  | Diff |  | Résultats (dom.\ext.) |       |       |       |       |
| ---- | --------- | --- | - | - | - | --- | --- | ---- |  | --------------------- | ----- | ----- | ----- | ----- |
| 1    | Lettonie  | 12  | 6 | 6 | 0 | 486 | 392 | 94   |  | Lettonie              |       | 88-65 | 79-76 | 86-66 |
| 2    | Roumanie  | 10  | 6 | 4 | 2 | 471 | 483 | -12  |  | Roumanie              | 70-82 |       | 77-72 | 90-86 |
| 3    | Suède     | 8   | 6 | 2 | 4 | 442 | 455 | -13  |  | Suède                 | 50-62 | 86-88 |       | 83-77 |
| 4    | Slovaquie | 6   | 6 | 0 | 6 | 435 | 504 | -69  |  | Slovaquie             | 65-89 | 69-81 | 72-75 |       |

### Groupe G
| Rang | Équipe | Pts | J | G | P | Pp  | Pc  | Diff |  | Résultats (dom.\ext.) |       |       |        |
| ---- | ------ | --- | - | - | - | --- | --- | ---- |  | --------------------- | ----- | ----- | ------ |
| 1    | Italie | 7   | 4 | 3 | 1 | 303 | 260 | 43   |  | Italie                |       | 68-72 | 90-60  |
| 2    | Russie | 6   | 4 | 2 | 2 | 313 | 268 | 45   |  | Russie                | 63-65 |       | 101-56 |
| 3    | Suisse | 5   | 4 | 1 | 3 | 260 | 348 | -88  |  | Suisse                | 65-80 | 79-77 |        |

### Classement des deuxièmes
Les six meilleurs deuxièmes sont directement qualifiés pour le championnat d'Europe. Les matchs contre les équipes classées quatrièmes de leur groupe, dans les groupes de quatre équipes, ne sont pas pris en compte pour déterminer le classement.
| Rang | Équipe             | Pts | J | G | P | Pp  | Pc  | Diff |
| ---- | ------------------ | --- | - | - | - | --- | --- | ---- |
| 1    | Macédoine          | 7   | 4 | 3 | 1 | 289 | 272 | 17   |
| 2    | Russie             | 6   | 4 | 2 | 2 | 313 | 268 | 45   |
| 3    | Allemagne          | 6   | 4 | 2 | 2 | 308 | 289 | 19   |
| 4    | Islande            | 6   | 4 | 2 | 2 | 286 | 289 | -3   |
| 5    | République tchèque | 6   | 4 | 2 | 2 | 282 | 286 | -4   |
| 6    | Pays-Bas           | 6   | 4 | 2 | 2 | 250 | 264 | -14  |
| 7    | Roumanie           | 6   | 4 | 2 | 2 | 300 | 328 | -28  |